# Huelga de Berlín de 1916

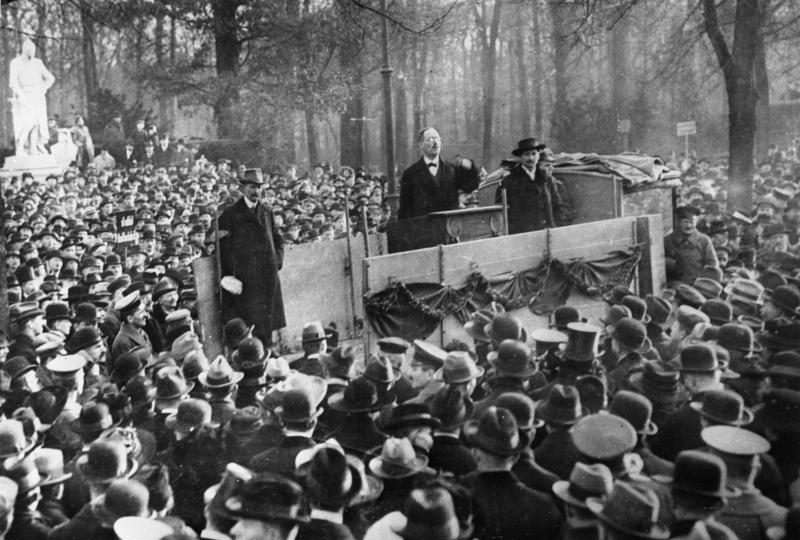
Karl Liebknecht, fotografiado hablando ante una multitud después del final de la guerra en 1918.

La huelga de Berlín de 1916 fue una huelga laboral que tuvo lugar en Alemania el 28 de junio de 1916. Esta fue la primera acción sindical de importancia nacional en Alemania durante la Primera Guerra Mundial. Se llevó a cabo para protestar por el juicio del activista socialista contra la guerra Karl Liebknecht. La huelga no fue apoyada por la dirección de los sindicatos alemanes, que habían acordado no hacer huelga durante la guerra como parte de la Burgfriedenspolitik, sino que fue organizada por varios funcionarios subalternos que luego se conocieron como los Delegados Revolucionarios. A la huelga se unieron 55000 trabajadores de Berlín de al menos 35 fábricas y varios miles de trabajadores de Stuttgart, Bremen, Braunschweig y Essen. Después de la huelga, los salarios cayeron y el apoyo a los Delegados disminuyó. Más adelante en la guerra, los Delegados organizaron huelgas más grandes, en protesta por la continuación del conflicto y los recortes en las raciones de alimentos.

## Trasfondo

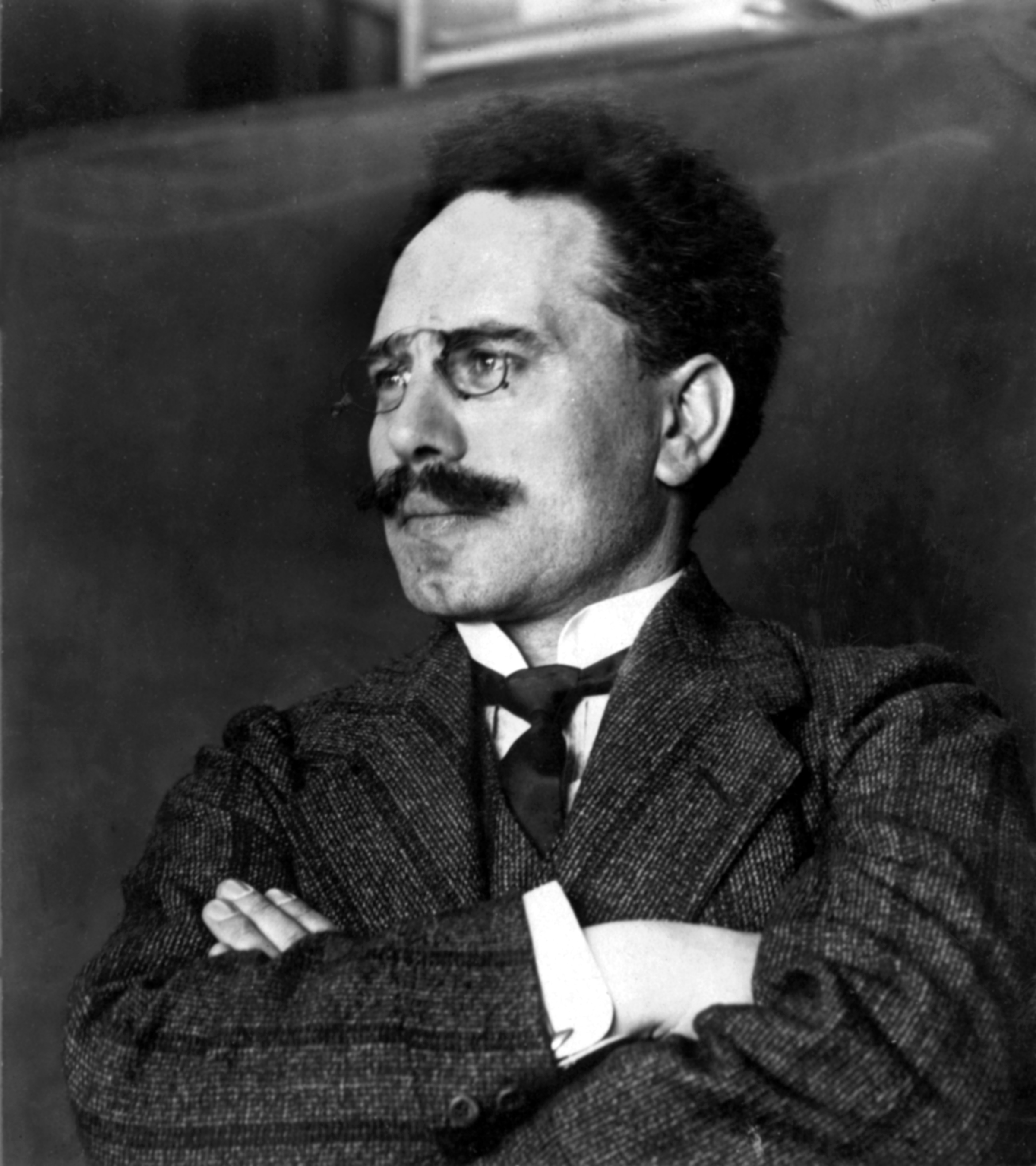
Liebknecht fotografiado en 1911.

Alemania había estado luchando en la Primera Guerra Mundial desde 1914. La escasez de alimentos, provocada por el bloqueo naval aliado, provocó disturbios en la capital alemana, Berlín, en octubre de 1915. Cierto sentimiento contra la guerra era evidente en 1916. Karl Liebknecht, un activista socialista y contra la guerra asociado con la Liga Espartaquista, había realizado una manifestación en Potsdamer Platz en Berlín el 1 de mayo para protestar contra la guerra y su reclutamiento en el ejército como trabajador. La manifestación fue disuelta por la policía y Liebknecht encarcelado, en espera de juicio. Más tarde, en mayo, las juventudes socialistas organizaron manifestaciones en Hannover y Brunswick contra un plan de bonos de guerra obligatorios, lo que llevó a su abandono. La juventud socialista se había separado del Partido Socialdemócrata (SPD) por el apoyo del partido a la guerra y distribuyó literatura denunciando al partido.

## Huelga
Las autoridades dieron poca noticia del juicio de Liebknecht, para obstaculizar las manifestaciones previstas. Sin embargo, la Liga Espartaquista realizó una manifestación en apoyo de Liebknecht el 27 de junio, el primer día de su juicio.
Al comienzo de la guerra, los líderes de los sindicatos alemanes habían acordado no convocar ninguna huelga mientras durara. Sin embargo, los miembros del sindicato no estaban unidos en este sentido. Unos 50-80 delegados sindicales asociados con la sucursal de Berlín del Sindicato Alemán de Trabajadores Metalúrgicos (DMV) favorecieron una huelga en apoyo de Liebknecht. Los delegados sindicales se reunieron la tarde del 27 de junio en el salón de baile Musiker-Festsäle para discutir una posible acción. Los comisarios identificaron un gran número de informantes policiales en la audiencia y cancelaron la reunión. Un grupo de alrededor de 30 delegados sindicales se retiró a una taberna en Sophienstrasse para discutir el asunto. Se aprobó una propuesta de Richard Müller para una huelga general el 28 de junio.
La huelga comenzó a la mañana siguiente con una retirada coordinada de mano de obra en 35 fábricas, incluidas las de Borsig, AEG, Löwe y Schwartzkopff, que eran entonces algunas de las mayores empresas de ingeniería del país. Se corrió la voz y otros sitios, incluidas fábricas no sindicalizadas, se unieron a la huelga. Participaron unos 55000 trabajadores en Berlín y varios miles en Stuttgart, Bremen, Braunschweig y Essen.
La manifestación de Potsdamer Platz continuó hasta el día de la huelga. Los líderes del SPD y el DMV se pronunciaron en contra de las huelgas y entregaron folletos antihuelgas a los trabajadores. En una reunión celebrada aparentemente para animar a los huelguistas a volver al trabajo, el activista socialista Sepp Oerter habló airadamente contra el gobierno y la guerra. Las autoridades alemanas llevaron a cabo un gran número de allanamientos domiciliarios en respuesta a la huelga y aumentaron la censura del correo. Docenas de trabajadores en huelga y líderes sindicales fueron reclutados por el ejército, incluido Müller, aunque fue liberado tres meses después.
Liebknecht fue juzgado y condenado. Los sindicatos no llevaron a cabo más huelgas cuando compareció nuevamente ante el tribunal para sus apelaciones y sentencia, quizás debido a las medidas inesperadamente duras impuestas por las autoridades en respuesta a la primera huelga.

## Legado
La huelga fue la primera acción sindical de importancia nacional en Alemania durante la guerra y el movimiento de la juventud socialista la consideró como la manifestación más importante de los años de la guerra. La huelga demostró el potencial que tenía la clase obrera para influir en la guerra y marcó la primera vez que los sindicatos habían ido más allá de los conflictos laborales hacia asuntos políticos más amplios. La huelga condujo a un trato más duro de Liebknecht por parte de las autoridades, el 23 de agosto su sentencia, originalmente de 2 años y 6 meses de prisión con trabajos forzados, se incrementó a cuatro años y un mes.
Los salarios cayeron después de la huelga que los sindicatos atribuyeron a la acción industrial, lo que provocó que los trabajadores apoyaran a la dirección sindical y se opusieran a más huelgas. Una huelga planeada para agosto de 1916 por la Spartacus League no fue apoyada y tuvo poco impacto. Los funcionarios sindicales involucrados en la huelga de junio de 1916 se conocieron como los Delegados Revolucionarios. Desempeñaron un papel clave en la organización de una huelga mucho mayor en abril de 1917, en protesta por un recorte del 25% en la ración de pan. Esta huelga movilizó entre 200 y 300 000 hombres y mujeres en Berlín, Braunschweig, Dresden, Halle, Hannover y Magdeburg y tenía un tema más pacifista que la huelga de 1916. En el mismo mes se fundó un nuevo Partido Socialdemócrata Independiente de Alemania, que se convirtió en una organización paraguas para los movimientos contra la guerra en el país. Los Delegados Revolucionarios también organizaron la huelga de enero de 1918 en protesta por los recortes en la ración de harina y que pedían abiertamente la paz, sin la expansión territorial alemana.